# AI：夢境檔案
《AI：夢境檔案》是由Spike Chunsoft製作與發行的冒險遊戲，於2019年9月在Windows、PlayStation 4與任天堂Switch平台推出。另於2021年9月30日在Xbox Series X/S及Xbox One平台推出，並且即日登陸Xbox Game Pass 訂閱服務。
遊戲以現代東京做為舞台，扮演一位特殊搜查班的年輕警官，憑藉著特殊技術在現實與夢境之中進行調查，以解開隱藏在神秘殺人事件背後的真相。此外，本作也支援繁體中文字幕。
開發商Spike Chunsoft在2021年7月1日公佈將於2022年推出續作《AI：夢境檔案 涅槃肇始》，並公佈續作確定以雙主角制演繹故事。在2022年3月確定續作於2022年6月23日在現有平台推出。

## 故事簡介
在廢棄的遊樂園「花仙樂園」的旋轉木馬上，發現了一具左眼被挖出的女性屍體。前往現場的警官伊達察覺到那是好友的前妻，並且在現場發現被害者的女兒、與伊達同居的少女瑞希緊握著沾血的冰鑿。為確認真相，伊達使用能進入對象的夢中的「Psync装置」，潛入瑞希的夢中尋找線索，但那不過是事件的開始。

## 登場人物

### ABIS成員
伊達鍵（日语：／）
聲優：新垣樽助（日語）；Greg Chun（英語）
本作主人公，30歲。隸屬於警視廳特殊搜查班「ABIS」的警察。6年前喪失了記憶，後被分配到「ABIS」。能夠通過Psync裝置潛入他人的夢境，並在搜查中充分運用此能力。
一遇到與A書相關的事，反應速度就會變為平常的3.6倍。
瞳絆
聲優：鬼頭明里（日語）；Erika Harlacher（英語）
搭載了先進人工智能的義眼。正式名稱為，英語讀音與眼球的英語及「搭檔」的日語讀音相似。一般待在伊達的左眼眶裏，作為夥伴引導着伊達。作為義眼，它擁有變焦、紅外線成像、X射線成像等功能。還能夠連接互聯網，執行調查、撥接電話、駭侵等行動。
在夢境世界中，會以長髮女性的姿態示人。據瞳絆所言，這是由她自己基於伊達喜歡的女性形象製作的。
Boss
聲優：甲斐田裕子（日語）；Allegra Clark（英語）
本名為「暮主靜枝（日语：／）」，42岁的女性，「ABIS」的指挥官。因为感觉自己的办公室太过单调，就在其中摆设了许多类似圣诞树、大渔旗的无关的装饰物。是个悠哉乐观的人。
飄太
聲優：后藤弘树（日語）；Sean Chiplock（英語）
本名為「天乃間風太（日语：／）」，36岁的男性，「ABIS」的工程师。主要负责操作和维护Psync装置，瞳绊的开发和制作也是由他负责。

### 其他
灘海硝子（日语：／）
聲優：小林優（日語）
死者，36歲的女性，屍體在「花仙樂園」被人發現。担任投资公司的法人代表。4年前离婚。
沖浦瑞希（日语：／）
聲優：黑澤朋世（日語）；Corina Boettger（英語）
硝子的女儿，12岁。4年前被带到伊达家，自此同他一起生活。硝子遗体的第一发现人，因此受到惊吓引起暂时性的失语症。原本个性成熟，爱挖苦人。有着一流的格斗技术。
沖浦連珠（日语：／）
聲優：濱田賢二（日語）；Chris Hackney（英語）
演艺经纪公司「Lemniscate」的社长，37岁。硝子的前夫，瑞希的父亲。因为和伊达是挚友，便将女儿瑞希的抚养托付给他。硝子被杀后便行踪不明。
还在秋叶原经营着一家叫「翻车鱼口袋」的女仆咖啡厅。
左岸伊麗絲（日语：／）
聲優：白城奈央（日語）；Jackie Lastra（英語）
「Lemniscate」旗下的网络偶像，18岁。艺名为「A-set」，也被粉丝们冠以爱称「赛特儿」。性格有着大胆的一面，在伊达为了调查到访Lemniscate时用半胁迫的方式要求他带自己同行。
左岸瞳（日语：／）
聲優：大原沙耶香（日語）；Dorah Fine（英語）
伊丽丝的母亲，小学老师，37岁。单亲妈妈，和伊丽丝感情很好。和冲浦连珠是高中同学。因为过去被卷入某起事件，使其右手行动不便。
真津下应太（日语：／）
聲優：藤原夏海（日語）；Zach Aguilar（英語）
A-set的忠实粉丝，24岁。和伊丽丝私下关系友好，本人将之称为「女神和召唤兽间的关系」。也和身为伊丽丝朋友的瑞希关系不错。虽然有着成为輕小說作家的梦想，也拜托瑞希试读他的小说原稿并反馈意见，但却从没有写完过一部作品。
真津下真弓（日语：／）
聲優：泽田敏子（日語）；Philece Sampler（英語）
应太的母亲，54岁。30多年前和丈夫一起经营「真津下食堂」。喜欢带有花朵图案的东西，一直用着应太曾在母亲节送给她的礼物——带花纹的菜刀。将伊丽丝视作欺骗应太的「魔女」，对她很不满。
熊倉猛馬（日语：／）
聲優：高木涉（日語）；Kaiji Tang（英語）
暴力集團「熊倉組」現任組長，48岁。6年前继承了兄长的组长地位。其实是A-set的粉丝，但对手下组员隐瞒此事。
熊倉狼範（日语：／）
聲優：江川大辅（日語）
暴力集團「熊倉組」前任組長，熊倉猛馬的兄長。
世岛综（日语：／）
聲優：楠见尚己（日語）；John DeMita（英語）
國會議員，60岁。在麻布有一幢宅邸。被发现有在案件发生后不久向硝子的手机打过电话等可疑举动，但却声称自己与事件无关。
媽媽
聲優：三宅健太（日本）
黄金橫丁的小酒館「大理石」的店长，本名為「大石理」，36岁。是位人妖，和伊达、冲浦这些常客有着能交心的良好关系。也会透露有关黑社会的情报。
89号
在府中刑务所服无期徒刑的囚犯。本名、年龄、国籍都不为人所知，89号是在刑务所的编号。向警方告密，称自己知道杀死硝子的凶手，并提出要做司法交易。

## 开发
本作由負責《infinity系列》與《極限脱出系列》的打越鋼太郎擔任編劇，小崎祐介（コザキユースケ）負責角色設計工作。。
原定於2019年7月25日發售，但為了提升品質延期至9月19日發售。。

## 評價
| 汇总媒体   | 得分                   |
| ---------- | ---------------------- |
| Metacritic | NS: 86/100 PS4: 80/100 |

| 媒体           | 得分  |
| -------------- | ----- |
| GameSpot       | 8/10  |
| HardcoreGamer  | 4.5/5 |
| Nintendo Life  | 8/10  |
| 任天堂世界报道 | 8/10  |
| Fami通         | 34/40 |

本作在2020年獲Fami通·电击游戏大赏「最佳冒險遊戲」提名。
| 年份 | 獎項                | 獲提名       | 結果 | 來源   |
| ---- | ------------------- | ------------ | ---- | ------ |
| 2020 | Fami通·电击游戏大赏 | 最佳冒險遊戲 | 提名 | [ 15 ] |

## 外部連結
- 官方网站
- 《AI：夢境檔案》在視覺小說數據庫的頁面 （英文）